# 希洛克
希洛克（俄語：Хило́к）是俄罗斯外贝加尔边疆区的一座城市。位于希洛克河（色楞格河支流）沿岸，赤塔以西216公里处。人口10,700人（2005年估计）；11,152（2002年人口普查）。希洛克是Khiloksky区的行政中心。西伯利亚大铁路途径这里并在这里设有火车站。